# Hornpelikan
Hornpelikan (Pelecanus erythrorhynchos) är en nordamerikansk fågel i familjen pelikaner inom ordningen pelikanfåglar. Av de tre förekommande pelikanarter i Amerika är hornpelikanen den enda med svartvit fjäderdräkt. Trots att den dräktsmässigt är lik pelikanarterna i Gamla världen står den närmast de två övriga amerikanska pelikanerna perupelikan och brun pelikan.

## Utseende
Hornpelikanen är en omisskännlig fågel, den enda svartvita pelikanen i Amerika. Den har en kroppslängd på 152 cm och vingbredden 271 cm, tydligt mindre än både vit pelikan och krushuvad pelikan i Gamla världen men mycket större än den enda andra pelikanarten i Nordamerika, brun pelikan. Sommartid är den vit med svart på yttre armpennorna och handpennorna och ljusgul tofs i nacken. Näbben är orange med en knöl på övre näbbhalvan som gett arten dess namn. Vintertid är den gråaktig på hjässa och nacke. Ungfågeln liknar adult fågel i vinterdräkt men är brunare på övre vingtäckare och armpennor samt i nacken.

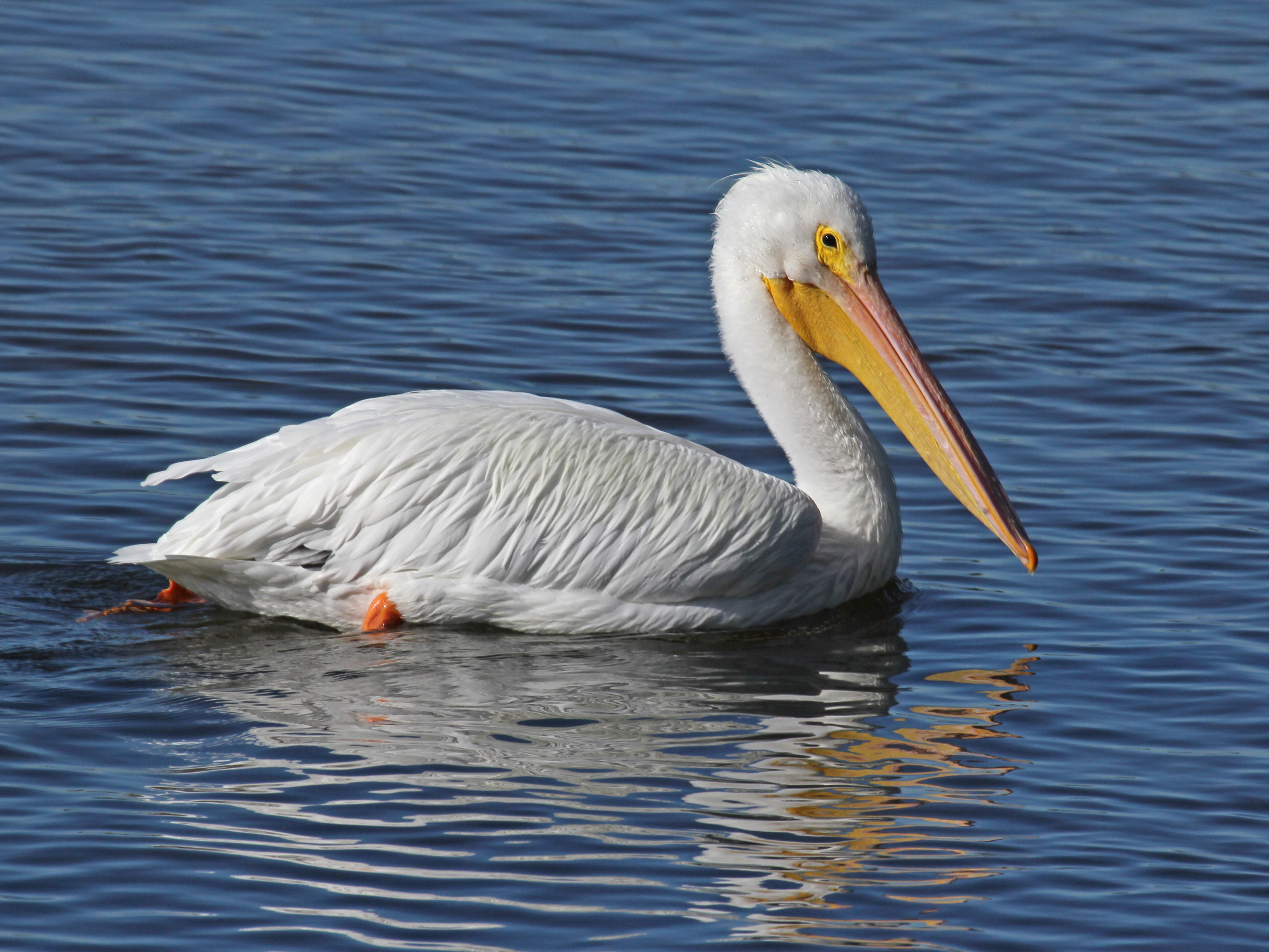

## Utbredning
Fågeln häckar i Kanada och USA, från British Columbia, Alberta, Saskatchewan och Manitoba till Kalifornien. Övervintringen sker söderut i USA och Mexiko (längs stillahavskusten söderut från Kalifornien och kring Mexikanska golfen från Florida till Yucatanhalvön) och i Centralamerika till Costa Rica.

## Systematik
Arten står inte nära de vita pelikanarterna i gamla världen som man tidigare trott. Istället visar genetiska studier att den är närmast släkt med de bruna amerikanska arterna brun pelikan (Pelecanus occidentalis) och perupelikan (P. thagus). Den behandlas som monotypisk, det vill säga att den inte delas in i några underarter.

## Levnadssätt
Hornpelikanen häckar i sötvattensvåtmarker i kolonier. Vintertid rör den sig till flodmynningar och havsvikar. Till skillnad från brun pelikan som dyker efter fisk från luften födosöker hornpelikanen genom att sticka ner näbben i vattnet när den simmar.

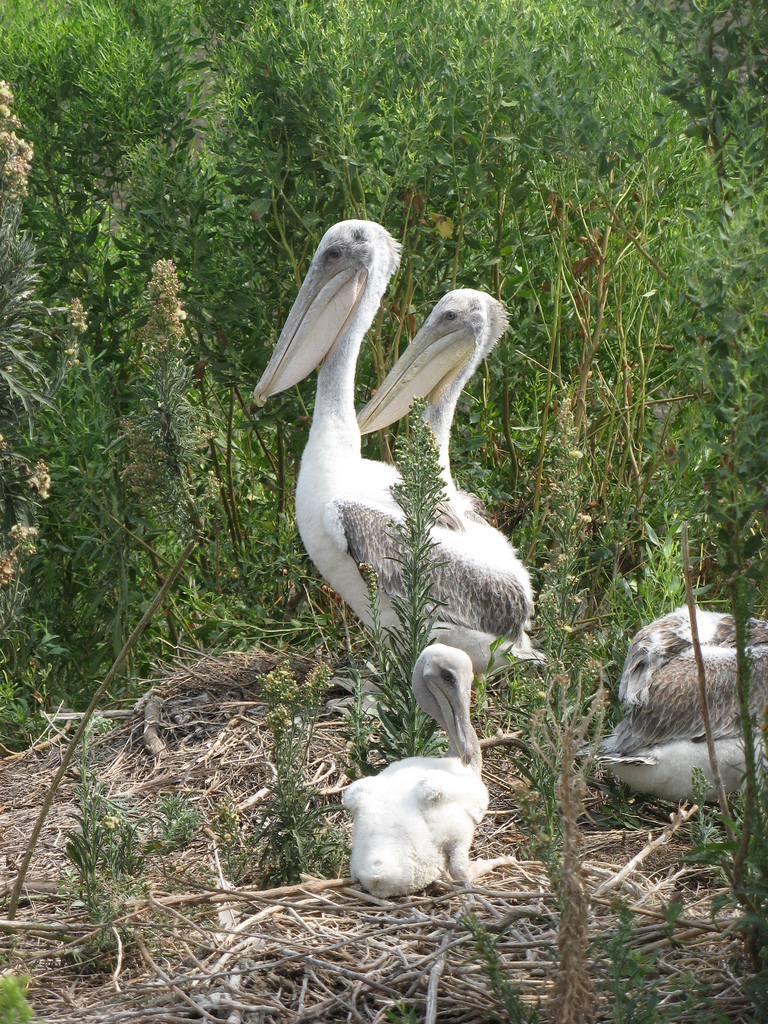
Ungfåglar i en pelikankoloni i Alabama.

## Status och hot
Arten har ett stort utbredningsområde och en stor population som ökar kraftigt, nästan femfaldigt på 40 år. Utifrån dessa kriterier kategoriserar internationella naturvårdsunionen IUCN arten som livskraftig (LC). Världspopulationen uppskattas till 180.000 individer.

## Namn
Hornpelikanen har även kallats nordamerikansk pelikan på svenska.